# Campionato italiano Ice Sledge Hockey 2015-2016
Il Campionato italiano Ice Sledge Hockey 2015-2016 è stata la dodicesima edizione di questo torneo, organizzato dalla Federazione Italiana Sport del Ghiaccio.

## Formula e partecipanti
Le compagini iscritte sono tornate tre: le rappresentative regionali di Piemonte (Tori Seduti), Lombardia (Armata Brancaleone) e Alto Adige (South-Tyrol Eagles, campioni in carica). Mancano i friulani delle Aquile Friuli-Venezia Giulia, che avevano preso parte alle precedenti due edizioni del campionato.
La formula è pertanto variata rispetto alle stagioni precedenti: nella Regular Season le squadre disputano un doppio girone di andata e ritorno, seguiti dai play-off, con la semifinale disputata fra seconda e terza classificata e finale tra la prima classificata e la vincente della semifinale.
In caso di parità al termine dei tempi regolamentari, si giocava un tempo supplementare con la regola del golden gol. In caso di ulteriore parità, si passava ai tiri di rigore. Sono stati assegnati tre punti alla squadra vincitrice nei tempi regolamentari, due alla squadra vincitrice ai tempi supplementari o ai rigori, un punto alla squadra sconfitta ai supplementari o ai rigori.

## Regular season
| Pos | Squadra            | G | V | VS | PS | P | GF | GS | DG  | Pt | Risultato                   |
| --- | ------------------ | - | - | -- | -- | - | -- | -- | --- | -- | --------------------------- |
| 1   | South-Tyrol Eagles | 8 | 7 | 1  | 0  | 0 | 43 | 12 | +31 | 23 | Qualificata alla finale     |
| 2   | Tori Seduti        | 8 | 4 | 0  | 1  | 3 | 19 | 17 | +2  | 13 | Qualificate alla semifinale |
| 3   | Armata Brancaleone | 8 | 0 | 0  | 0  | 8 | 6  | 39 | −33 | 0  | Qualificate alla semifinale |

| 1ª              | giornata                         | 4ª              |
| 10/11 ott. 2015 |                                  | 19/20 dic. 2015 |
| 4-0             | Tori Seduti - Armata Brancaleone | 3-1             |
| 2-0             | Tori Seduti - Armata Brancaleone | 3-0             |

| 3ª              | giornata                                | 6ª              |
| 28/29 nov. 2015 |                                         | 30/31 gen. 2016 |
| 1-9             | Armata Brancaleone - South-Tyrol Eagles | 1-7             |
| 2-5             | Armata Brancaleone - South-Tyrol Eagles | 1-6             |

| 2ª            | giornata                       | 5ª             |
| 7/8 nov. 2015 |                                | 9/10 gen. 2016 |
| 4-1           | South-Tyrol Eagles-Tori Seduti | 4-2            |
| 4-3 (dtr)     | South-Tyrol Eagles-Tori Seduti | 4-1            |

## Play-off
|  | Semifinali | Semifinali         | Semifinali         | Semifinali | Semifinali |  |  | Finale | Finale             | Finale | Finale | Finale |  |
|  |            |                    |                    |            |            |  |  |        |                    |        |        |        |  |
|  |            |                    |                    |            |            |  |  | 1      | South-Tyrol Eagles | 1      | 3      | 10     |  |
|  | 2          | Tori Seduti        | Tori Seduti        | 4          | 3          |  |  |        | Tori Seduti        | 0      | 4‡     | 1      |  |
|  | 3          | Armata Brancaleone | Armata Brancaleone | 0          | 0          |  |  |        |                    |        |        |        |  |

Legenda: † = partita terminata ai tempi supplementari; ‡ = partita terminata ai tiri di rigore

### Semifinale
| Torino 20 febbraio 2016, ore 18.00 | Tori Seduti | 4 – 0 (3-0; 0-0; 1-0) referto | Armata Brancaleone | Palasport Tazzoli |

| Torino 21 febbraio 2016, ore 10.00 | Tori Seduti | 3 – 0 (2-0; 0-0; 1-0) referto | Armata Brancaleone | Palasport Tazzoli |

### Finale
| Egna 5 marzo 2016, ore 18.00 | South-Tyrol Eagles         | 1 – 0 (1-0; 0-0; 0-0) referto | Tori Seduti | WürthArena\| Arbitri: \| Manuel Manfroi Jacopo Pace \| |
| Arbitri:                     | Manuel Manfroi Jacopo Pace |                               |             |                                                        |

| Arbitri: | Manuel Manfroi Alberto Plancher |

|  |                |  |
|  | Shootout 0 – 1 |  |

| Torino 19 marzo 2016, ore 18.00 | Tori Seduti                  | 1 – 10 (1-4; 0-2; 0-4) referto | South-Tyrol Eagles | Palasport Tazzoli\| Arbitri: \| Mauro Scanacapra Mauro Costa \| |
| Arbitri:                        | Mauro Scanacapra Mauro Costa |                                |                    |                                                                 |